# سكوت سانشيز
سكوت سانشيز (بالإنجليزية: Scott Sánchez؛ بالإسبانية: Scott Sánchez) هو متزحلق جبال الألب بوليفي وأمريكي، ولد في 18 يناير 1959 في سولت ليك في الولايات المتحدة.

## وصلات خارجية
- سكوت سانشيز على موقع الاتحاد الدولي للتزلج (التزلج على المنحدرات الثلجية) (الإنجليزية)
- سكوت سانشيز على موقع أوليمبيديا (الإنجليزية)